# Česká asociace amerického fotbalu
Česká asociace amerického fotbalu (ČAAF) je dobrovolné sdružení s právní subjektivitou, které organizuje americký fotbal a flag fotbal v České republice. Organizuje nejvyšší českou soutěž ČLAF. Do její kompetence spadá také česká reprezentace v americkém fotbale. Současným předsedou je Radim Kroulík. ČAAF zastupuje český americký fotbal v České unii sportu, Evropské federaci amerického fotbalu (EFAF) a v Mezinárodní federaci amerického fotbalu (IFAF). Orgány ČAAF jsou Předsednictvo, Rada, Disciplinární komise a odborné komise.

## Česká reprezentace

### Mužská reprezentace v americkém fotbale
Mužská reprezentace vznikla roku 2003, jejím prvním mezinárodním turnajem bylo Mistrovství Evropy divize C 2003, na kterém tým vybojoval bronzové medaile. Druhou bronzovou medaili přidalo mužstvo na ME divize B v roce 2019, když v zápase o 3. místo porazilo Itálii 27:17.
O rok později, 8. srpna 2010, odehrála reprezentace historicky první utkání na území České republiky. V Eden Aréně porazila Slovensko 24:14.
Dosud nejlepším umístěním českého týmu je 10. místo z elitní divize ME 2023.

### Juniorská reprezentace v americkém fotbale
Česká juniorská reprezentace vznikla o rok dříve, než mužská, tedy roku 2002. Právě na ME 2002 zaznamenala své nejlepší umístění, když obsadila 5. místo.

### Flagfotbalové reprezentace

#### Mužská
Nejlepším umístěním mužské flagfotbalové reprezentace je 7. místo z ME 2017. Mužstvo se také jedenkrát zúčastnilo Mistrovství světa, roku 2024 vybojovalo 16. místo.

#### Ženská
Ženy se ME zúčastnili poprvé roku 2017. Na svém premiérovém evropském turnaji skončily těsně pod stupni vítězů – čtvrté, což je k roku 2025 také nejlepším umístěním žen na ME ve flag fotbale. MS se ženy zúčastnily dvakrát. Lépe si vedly roku 2019, kdy si z Panamy odvezly 9. místo.